# 精武路
精武路為臺灣臺中市市區連接太平區的重要聯外道路之一；呈東西向，不分段。東起旱溪上的精武大橋，銜接太平區中山路四段，西抵柳川東路四段。
在太平中山路四段之間，尚有部分道路屬於東區精武東路。未與精武路相連之原因為兩區區界蜿蜒阻斷兩端，而在縣市尚未合併前，兩地分隸台中市政府與台中縣政府，各自就轄區道路命名導致不同步的狀況。

## 行經行政區域
- 北區
- 東區

## 車道配置
（由東至西）

### 精武路
- 精武大橋：雙向二車道(有左轉待避車道)
- 精武大橋－進化路：雙向二車道(有左轉待避車道)，西向設左轉候車道
- 進化路－一中街：雙向四車道，配置中央安全島
- 一中街－三民路：呈一S型大彎道，東向為二車道，西向進入三民路前自二車道變換為四車道，包括二條汽車左轉專用道、一條機車左轉專用道、一條汽機車直行與右轉道。
- 三民路－中華路：西向一車道之單行道（東向車道編為福音街)
- 中華路－柳川東路：雙向二車道

### 精武東路
- 樹德路－東英路：雙向二車道，東向設有左轉候車道。
- 東英路－振福路：東向一車道。該段西向道路編為中山路四段，係區界不同造成，因舊時南北兩側分屬臺中縣市管轄，行政區不同而各自命名，形成一路二側不同名的特殊現象。

## 本道路客運
- 本表更新時間為2016年8月8日。

| 編號  | 業者                       | 路線                            | 行駛區間                      | 備註                                                       |
| ----- | -------------------------- | ------------------------------- | ----------------------------- | ---------------------------------------------------------- |
| 1     | 中台灣客運                 | 道禾六藝文化館—中臺科技大學     | 雙十路－三民路                | －                                                         |
| 12    | 台中客運 豐原客運 全航客運 | 明德高中-豐原高中               | 雙十路-三民路                 | －                                                         |
| 21    | 仁友客運                   | 道禾六藝文化館—貴城山莊         | 雙十路－三民路                | 部分班次延駛至民德橋或中興嶺                               |
| 25    | 中台灣客運                 | 忠信國小－僑光科技大學          | 雙十路－三民路                | －                                                         |
| 35    | 台中客運                   | 南區區公所—僑光科技大學         | 雙十路－三民路                | －                                                         |
| 41    | 台中客運                   | 公共資訊圖書館－慈明高中        | 中山路－進化路 雙十路－三民路 | －                                                         |
| 55    | 豐原客運                   | 地方法院－豐原                  | 雙十路－三民路                | －                                                         |
| 58    | 全航客運                   | 大慶活動中心－甘蔗活動中心      | 雙十路－三民路                | －                                                         |
| 58副  | 全航客運                   | 大慶活動中心－甘蔗活動中心      | 雙十路－三民路                | 經大富路、大豐路                                           |
| 58區1 | 全航客運                   | 北屯區行政大樓→大慶活動中心     | 三民路－雙十路                | 例假日及寒暑假停駛                                         |
| 58區2 | 全航客運                   | 明德高中（明德街）→甘蔗里活動中心 | 雙十路－三民路                | 例假日及寒暑假停駛                                         |
| 61    | 統聯客運                   | 太平－臺中火車站－大雅          | 雙十路－三民路                | －                                                         |
| 71    | 台中客運                   | 臺中洲際棒球場—植物園（西屯路） | 雙十路－三民路                | －                                                         |
| 73    | 統聯客運                   | 統聯轉運站－文英兒童公園        | 雙十路－三民路                | －                                                         |
| 142   | 台中客運                   | 豐年社區－綠川東站—豐年社區     | 中山路－進化路 雙十路－三民路 | 為單循環路線                                               |
| 163   | 台中客運                   | 華盛頓中學－綠川東站—華盛頓中學 | 中山路－進化路 雙十路－三民路 | 為單循環路線                                               |
| 200   | 豐原客運                   | 豐富公園－豐原(經社口)          | 雙十路－三民路                | －                                                         |
| 202   | 豐原客運                   | 豐富公園－豐原(經樹德路)        | 樹德路－雙十路                | －                                                         |
| 203   | 豐原客運                   | 豐富公園－豐原(經新田、北屯)    | 雙十路－三民路                | －                                                         |
| 280   | 豐原客運                   | 臺中二中－修平科技大學          | 雙十路－三民路                | －                                                         |
| 280區 | 豐原客運                   | 臺中二中－一江橋                | 雙十路－三民路                | 例假日及寒暑假停駛                                         |
| 285   | 豐原客運                   | 臺中二中－大里－崁頂            | 雙十路－三民路                | －                                                         |
| 286   | 豐原客運                   | 臺中二中－車籠埔－崁頂          | 雙十路－三民路                | －                                                         |
| 288   | 豐原客運                   | 臺中二中－茅埔                  | 雙十路－三民路                | －                                                         |
| 289   | 豐原客運                   | 臺中二中－東平社區              | 雙十路－三民路                | －                                                         |
| 301   | 統聯客運                   | 靜宜大學－新民高中              | 雙十路－三民路                | －                                                         |
| 303   | 統聯客運                   | 港區藝術中心－新民高中          | 雙十路－三民路                | 經清水區鰲峰路                                             |
| 304   | 台中客運                   | 新民高中－港區藝術中心          | 雙十路－三民路                | 經清水區五權路                                             |
| 307   | 台中客運                   | 新民高中－梧棲觀光漁港          | 雙十路－三民路                | －                                                         |
| 308   | 統聯客運                   | 關連工業區－新民高中            | 雙十路－三民路                | －                                                         |
| 324   | 台中客運                   | 新民高中－臺中都會公園          | 雙十路－三民路                | －                                                         |
| 326   | 統聯客運                   | 靜宜大學－新民高中              | 雙十路－三民路                | 僅夜間行駛，並行駛於臺灣大道慢車道                         |
| 700   | 台中客運 全航客運          | 豐原高中-明德高中               | 雙十路-三民路                 | 本路線未在本路段設置站牌 僅停靠現今12路重點站位 例假日停駛 |
| 900   | 豐原客運                   | 光明國中-豐原高中               | 雙十路-三民路                 | 本路線未在本路段設置站牌 僅停靠現今55路重點站位 例假日停駛 |
| 6268  | 全航客運                   | 僑光科技大學－埔里              | 雙十路－三民路                | －                                                         |

## 沿線設施
（由東到西，精武東路者請參中山路 (太平區)#沿線設施）
太平區中山路四段（通東區精武東路）
旱溪東路一段、二段
旱溪（精武大橋）
旱溪西路一段、二段
- 臺鐵臺中線精武車站

南京東路一段
進化路
- 水源地聚落（體二重劃區）
- 國立臺灣體育運動大學游泳池
- 尚武段社會住宅（規劃中）

雙十路一段
- 臺中公園
- 國立臺灣體育運動大學中興堂
- 精武圖書館（國中圖舊址）
- 臺中市政府地方稅務局民權分局
- 臺中市政府警察局民防管制中心
- 一中商圈
- 交通部中央氣象署臺中氣象站
- 臺中市中區光復國民小學外操場

三民路三段
- 福音園道
- 台灣基督長老教會柳原教會
- 北台中城隍廟

柳川（柳川東路四段）